# إيسيني
إيسيني (بالإنجليزية: Iceni) هي قبيلة من عرقية بريطونيون كلتيون التي كانت تستوطن شرق بريطانيا. عاشوا ما بين العصر الحديدي وأوائل العصر الروماني، وتشمل أراضيها في الوقت الحاضر مدينة نورفولك وأجزاء من سوفولك، وكانت عاصمتهم فينتا إيسينوروم واسمها في الوقت الحاضر سانت إدموند.

## العملة

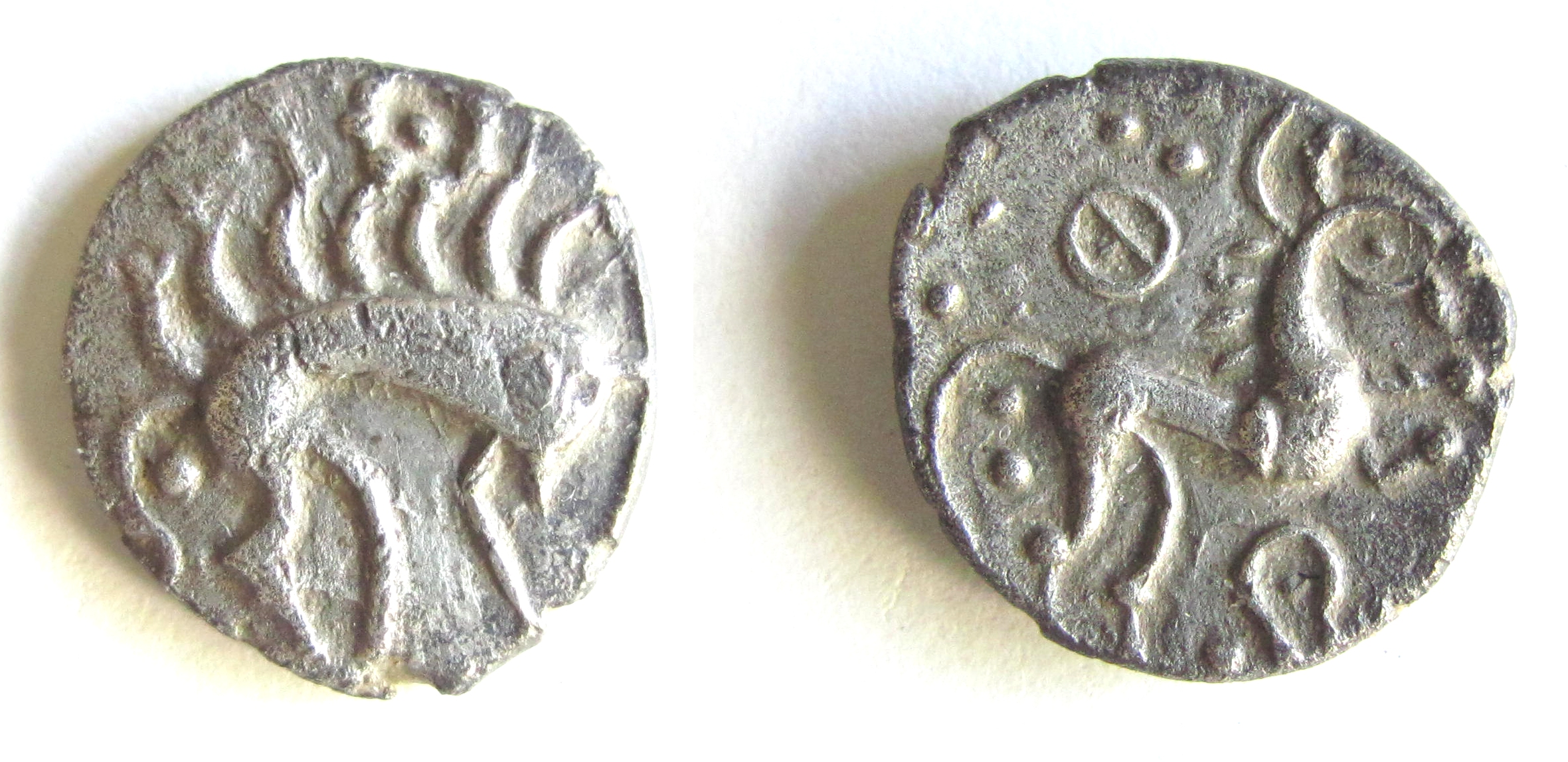
Iron Age silver unit, Boar-horse type (FindID 621227)

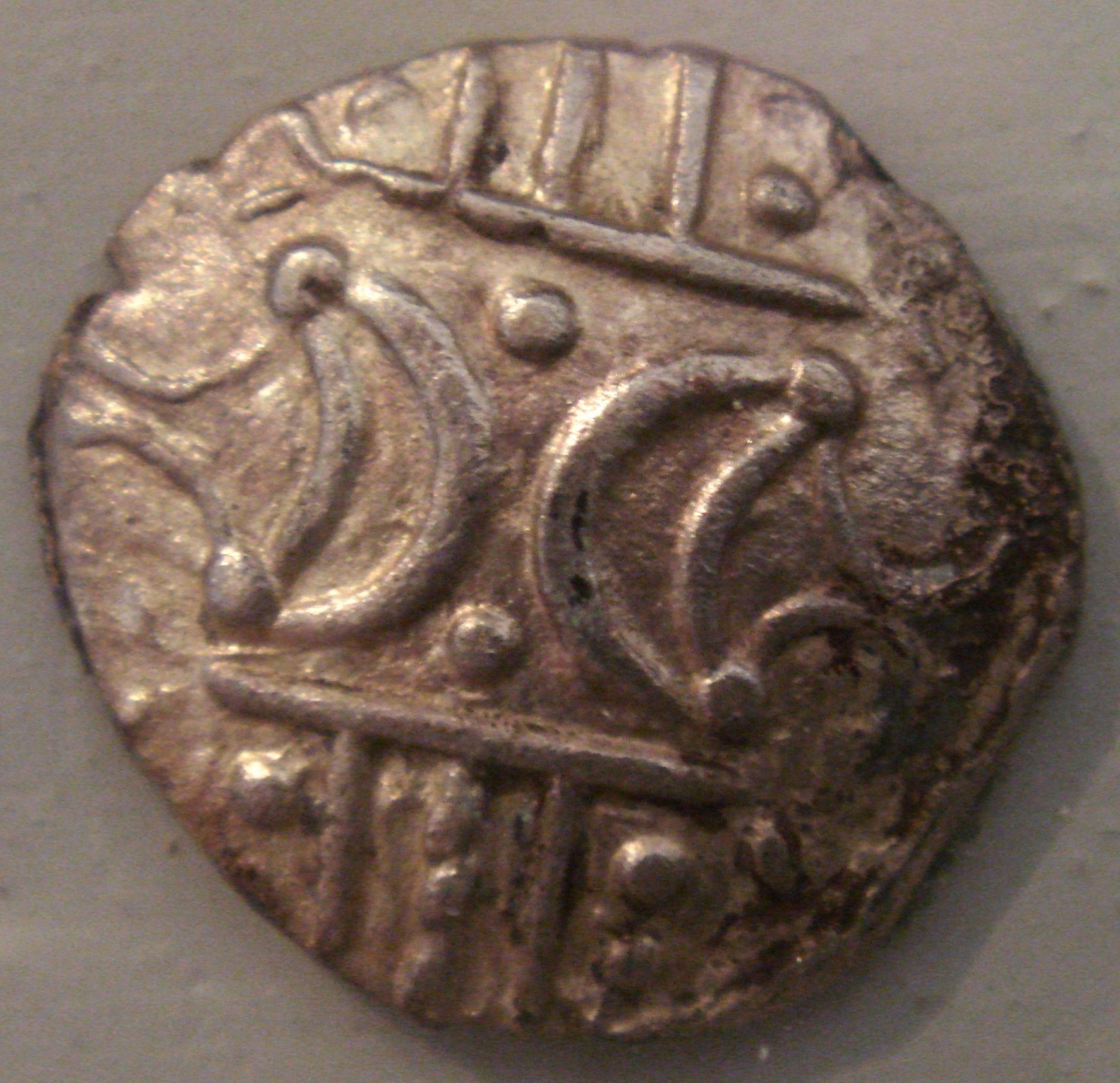
Iceni coin 1

تم العثور على القطع النقدية التي يرجع تاريخها إلى عام 153 قبل الميلاد إلى 61 قبل الميلاد في حقل قريب من كوكلي، في سوفولك، بواسطة جهاز الكشف عن المعادن. ووجدوا قطع صلبة فضية في أغسطس 2018، واعلن رسميا انها كنز، ويقال ان هذا الكنز مدفون في حرب البوديكان.

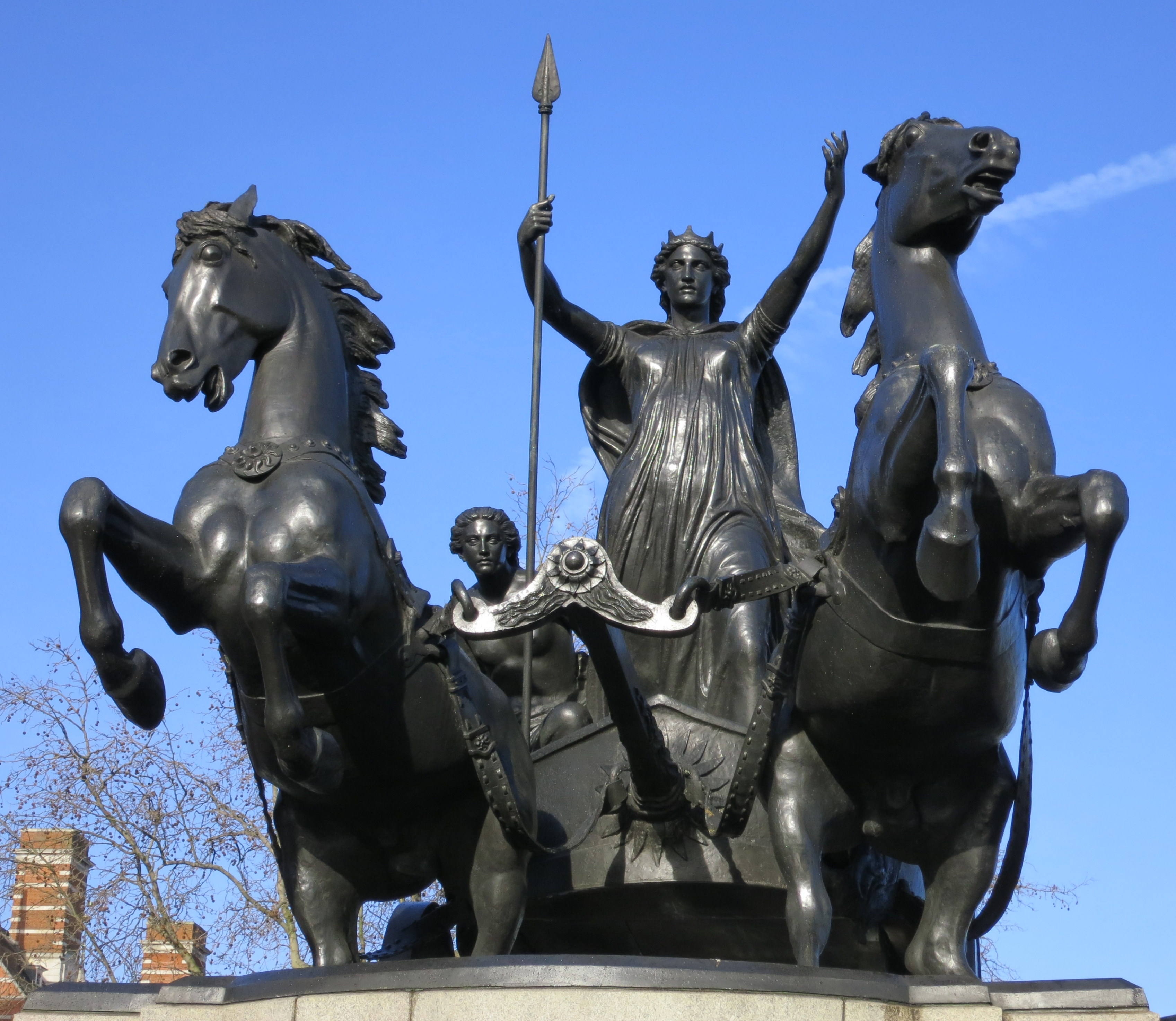
Boudica statue, Westminster (8433726848)

## الغزو الروماني
كانت بوديكا ملكة إيسيني مع زوجها الملك براسوتاجوس التي قادت تمردا على روما عام 61/60 ميلادي، قام ملك إيسيني براسوتاجوس وهو حليف مستقل لروما، بتقسيم
ممتلكاته بين
بناته، وعندما توفي الملك براسوتاجوس إستولت روما على أرضه وفقدت إيسيني مكانتهم كحلفاء. إعترضت بوديكا على ما فعلوه فقاموا بجلدها واغتصاب بناتها. شنت ثورة
بين لنديليوم (لندن)وكامولودونوم (كولشستر الحديثة) التي تركت المدن الرومانية القديمة على حالة خراب ومات أكثر من 80,000 مواطن روماني من بريطانيا.

## معرض صور

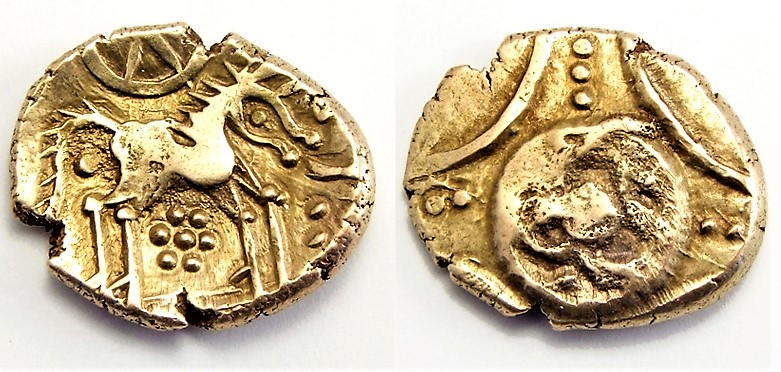
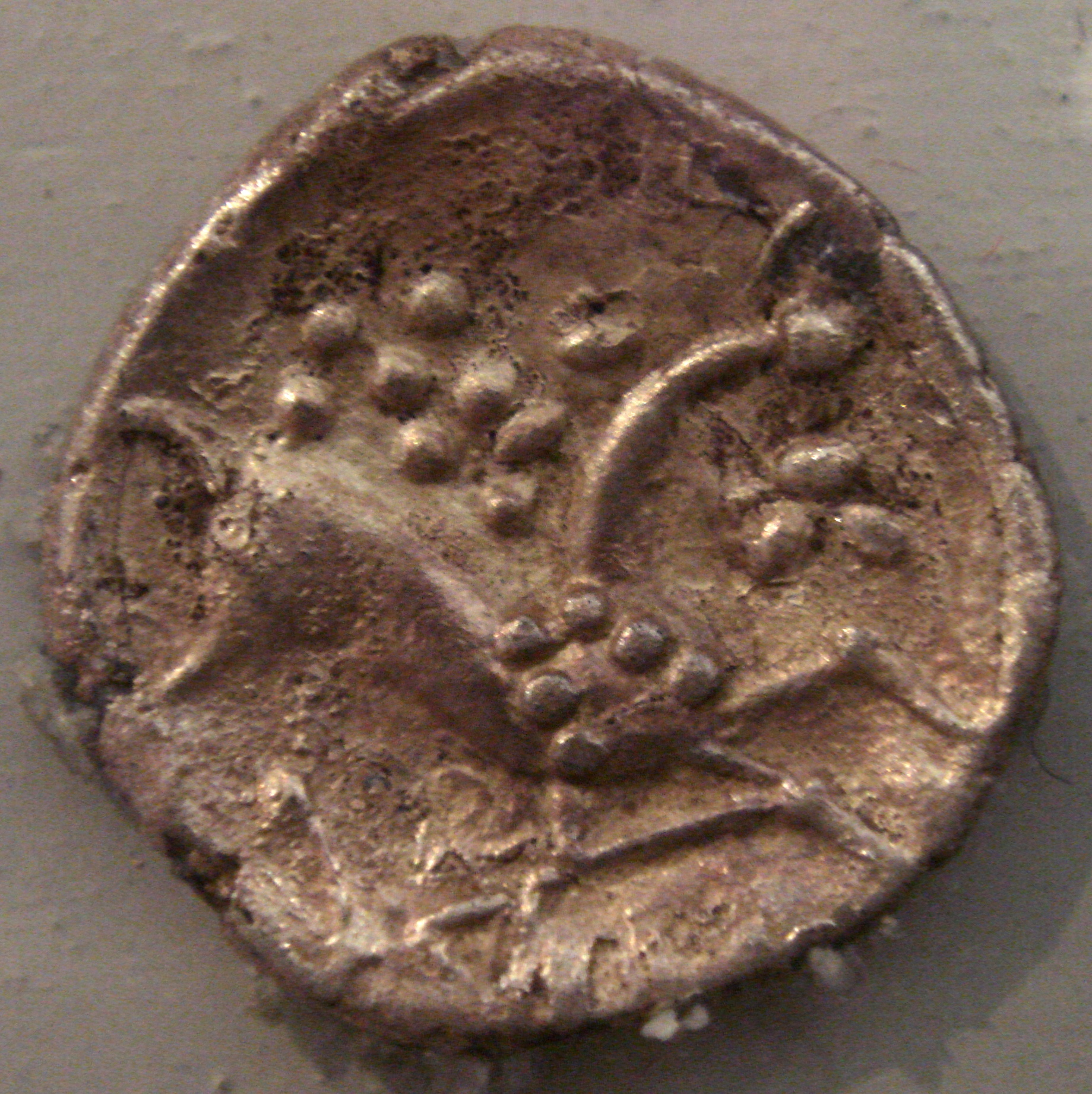
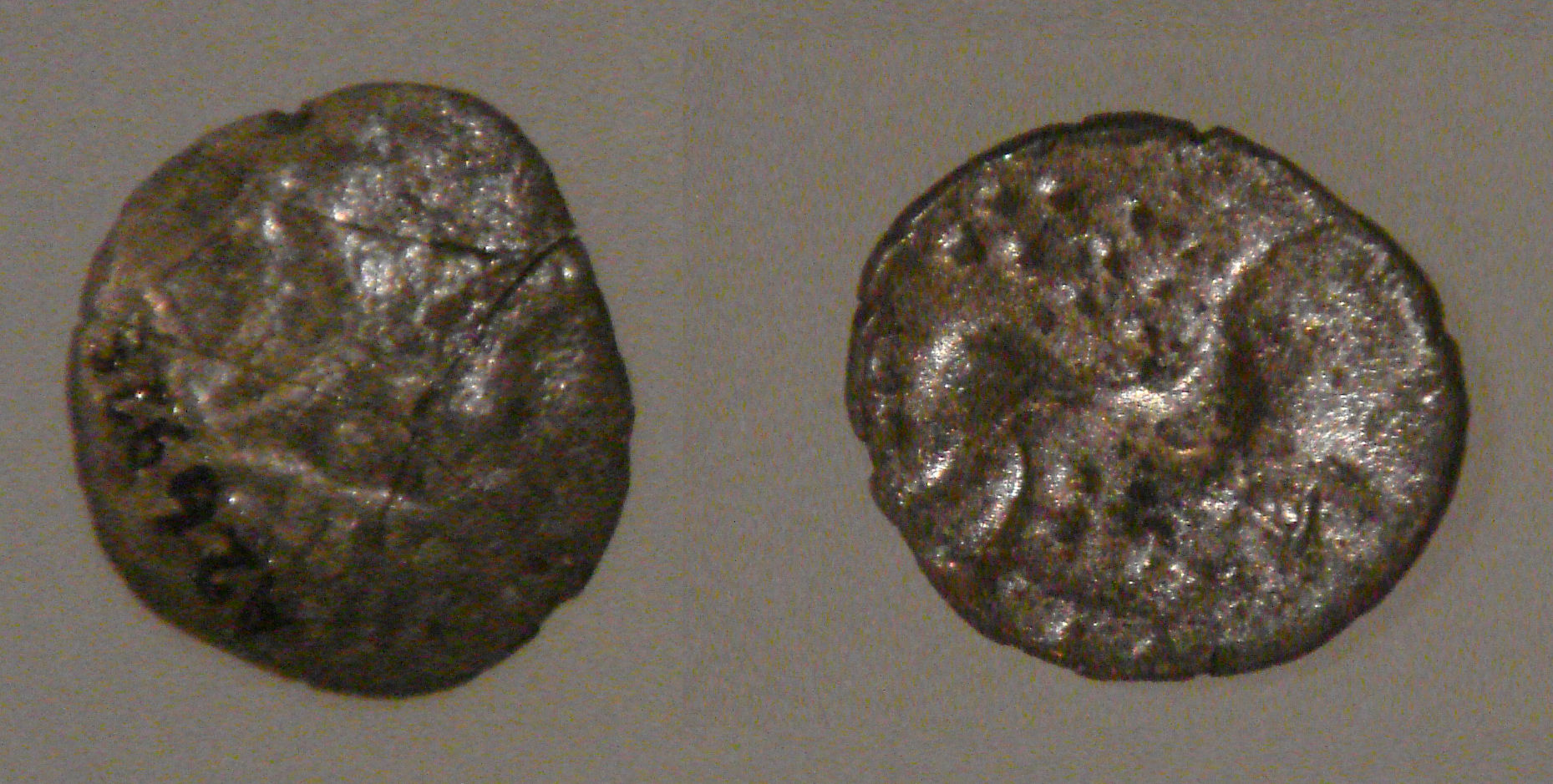
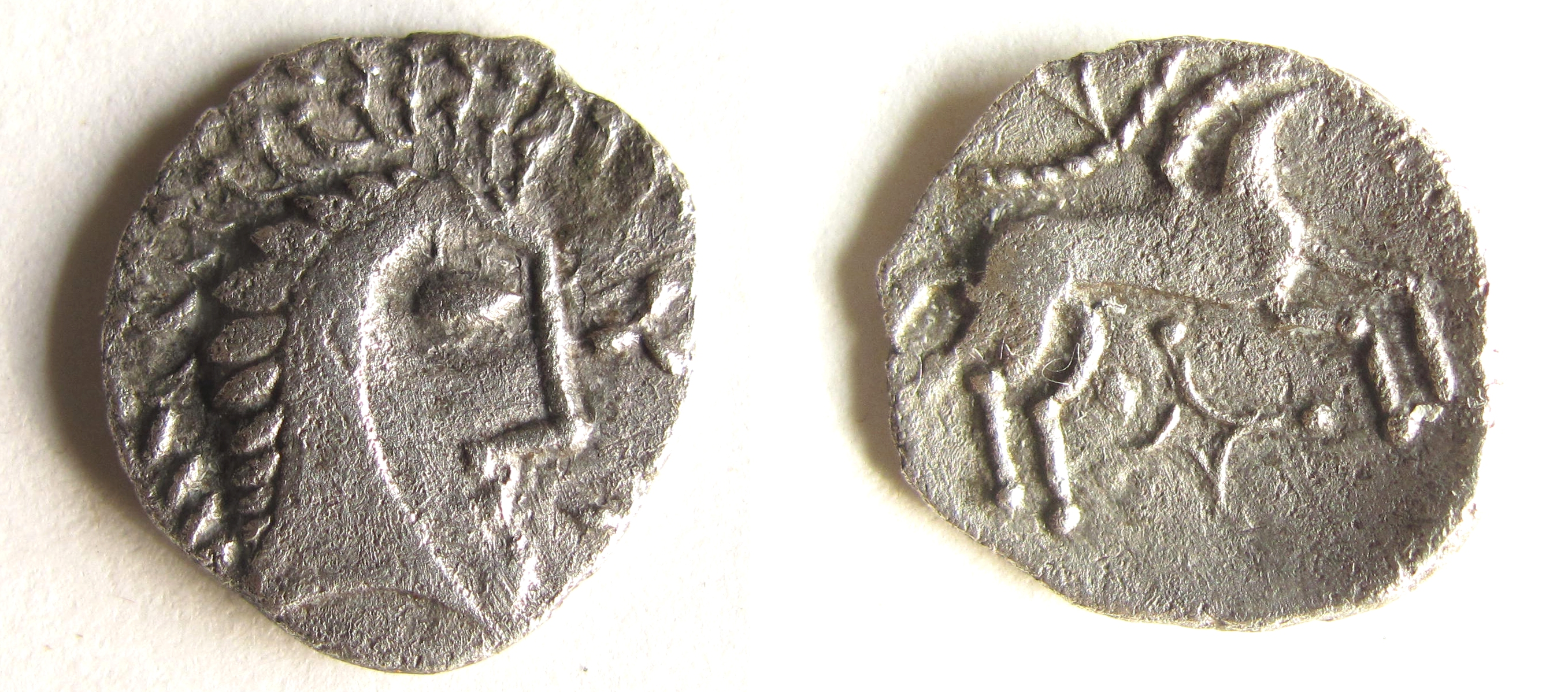